# Rónai Egon (színművész)
Rónai Egon (1920. február 21. – Budapest, 1982. február 3.)  magyar színész, újságíró, konferanszié. Felesége Kemény Erzsébet Zsuzsanna, fia Rónai Egon újságíró, műsorvezető.

## Életpályája
Édesapja orvos volt, Berhidán körorvosként működött, majd az újpesti kórházban dolgozott, fiát is orvosi pályára szánta.
A VII. kerületi Bajnok utcai iskolát a Fasori Gimnázium követte, majd felvették az orvosi egyetemre és titokban egyúttal Rózsahegyi Kálmán legendás színiiskolájába is. Attól kezdve a színpad határozta meg életét. Első hivatásos szerződését a Kolozsvári Nemzeti Színházban kapta 1942-ben, de csupán két hónapig lehetett a társulat tagja.
A második világháború alatt több alkalommal munkaszolgálatra rendelték, miközben egész családját elvesztette a holokauszt idején.
1945-ben a kaposvári kórházban kezelték, amikor a szovjet városparancsnok parancsára a lábadozó Rónai megszervezte és konferálta a kaposvári Csiky Gergely Színház háború utáni megnyitóját egy díszelőadás keretében. Ekkor kezdődött konferanszié pályája, ami egész életét végigkísérte és meghatározta.
Színészként kisebb szerepeket alakított színpadon és filmen, rádiójátékokban, konferansziéként viszont a legnagyobb színpadok és gálaelőadások sztárja volt.
Az Erkel Színház, a Zeneakadémia, az Operaház, a SZÚR-ok, külföldi sztárok fellépései és az ország szinte valamennyi művelődési háza, kisebb-nagyobb színpada jelzik pályafutásának főbb pontjait.
A korszak legjelesebb színművészeinek volt állandó partnere önálló estjükön (Mensáros László, Latabár Kálmán, Sárdy János, Gobbi Hilda, Bitskey Tibor, Szirtes Ádám, Gordon Zsuzsa, Koncz Gábor). Kiváló költők szerzői estjének közreműködőjeként járta az országot Baranyi Ferenc, Ladányi Mihály, Soós Zoltán oldalán. Parodistaként elsősorban a korai magyar hangosfilmek sztárjait karikírozta (Csortos Gyula, Kabos Gyula, Latabár Kálmán stb.)
Az egyik első beat-konferansziéként az 1960-as évek közepén külföldi és hazai zenekarok koncertjén is konferált, de a legendás Halló, itt Balaton! nyári turnékon is ő volt a konferanszié.
Az Aranycsapat tagjaival járva az országot (Grosics, Hidegkuti, Buzánszky) több száz élménybeszámolót vezetett Volt egyszer egy Aranycsapat címmel, levetítve a legendás magyar - angol 6-3 összefoglalóját.
Saját írásaiból és elsősorban francia és magyar szerzők műveiből összeállított önálló estjét több mint 500-szor adta elő.
Rendszeresen publikált rövidebb írásokat a Népsportban, az Új Életben, versei jelentek meg a Kortárs című irodalmi folyóiratban, szerzője volt a Rádiókabarénak.
Tagja volt a Humoristák Klubjának, a Konferansziék asztaltársaságának, ezek inkább baráti szakmai társaságok voltak, mint hivatalos szervezetek.